# 3607 Naniwa
3607 Naniwa је астероид главног астероидног појаса чија средња удаљеност од Сунца износи 2,246 астрономских јединица (АЈ).
Апсолутна магнитуда астероида је 14,6.